# Большие Дельки
Большие Дельки — деревня в Молоковском районе Тверской области.

## География
Находится в восточной части Тверской области на расстоянии приблизительно 8 км по прямой на север-северо-запад от районного центра поселка Молоково.

## История
Деревня была отмечена еще на карте Менде (состояние местности на 1848 год). В 1859 году здесь (деревня Дельки Весьегонского уезда Тверской губернии) было учтено 28 дворов. До 2021 года входила в Молоковское сельское поселение до его упразднения.

## Население
Численность населения: 199 человек (1859 год), 8 (русские 100 %) в 2002 году, 1 в 2010.